# Werner Kogler
Werner Kogler (Hartberg, 20 november 1961) is een Oostenrijks politicus en federaal woordvoerder (ofwel partijleider) van De Groenen. Sinds januari 2020 is hij vicekanselier van Oostenrijk; aanvankelijk in het tweede kabinet van Sebastian Kurz (ÖVP), daarna in het kabinet-Schallenberg en sinds december 2021 in het kabinet-Nehammer. Hij bekleedt ook het ministerschap van Cultuur en Sport.

## Loopbaan
Bij de parlementsverkiezingen van 1999 werd Kogler voor de Grüne Alternative verkozen in de Nationale Raad, het Oostenrijkse lagerhuis. In 2010 vestigde hij een filibusterrecord: op 16 december om 13:18 uur begon hij in de Nationale Raad te spreken en eindigde precies om 02.00 uur, dus 12 uur en 42 minuten.
Bij de parlementsverkiezingen van 2017 verloren De Groenen al hun zetels. Onder leiding van Kogler wist de partij twee jaar later, bij de verkiezingen van 2019, echter sterk terug te komen door 26 zetels te bemachtigen. Sebastian Kurz, leider van de ÖVP, startte hierop coalitiebesprekingen met Kogler, die met succes werden afgerond. De regeringscoalitie met ÖVP en De Groenen (het kabinet-Kurz II) trad aan op 7 januari 2020. Kogler werd minister van Cultuur en Sport, alsmede vicekanselier. Na het aftreden van Kurz werd het kabinet in oktober 2021 kortstondig verdergezet als het kabinet-Schallenberg, onder leiding van bondskanselier Alexander Schallenberg, en in december 2021 als het kabinet-Nehammer, onder leiding van bondskanselier Karl Nehammer. Kogler behield in deze kabinetten zijn functies.